# Rio Caculuvar
O rio Caculuvar é um curso de água de Angola que faz parte faz parte da bacia hidrográfica do Cunene. Banha as províncias da Huíla e Cunene.
Suas nascentes estão na serra da Chela, mais precisamente no município do Lubango. Corre para o sul da província da Huíla, banhando as importantes localidades de Quihita, Cahama e Humbe (as últimas duas já em Cunene). Sua foz dá-se no rio Cunene, já nas redondezas de Xangongo.
A partir da década de 2010 a sub-bacia do Caculuvar começou a enfrentar secas prolongadas que tem forçado o êxodo rural de angolanos para a Namíbia. Desmatamento desenfreado e o aquecimento global têm sido descritos como possíveis causas das secas.